# Goniothalamus panayensis
Goniothalamus panayensis är en kirimojaväxtart som beskrevs av Elmer Drew Merrill. Goniothalamus panayensis ingår i släktet Goniothalamus och familjen kirimojaväxter. Inga underarter finns listade i Catalogue of Life.